# Dorothy Tangney
Dorothy Margaret Tangney (ur. 13 marca 1911 w Perth, zm. 1 czerwca 1985 tamże) – australijska polityk, członkini Australijskiej Partii Pracy (ALP). Była pierwszą w historii kobietą wybraną do Senatu Australii, gdzie zasiadała w latach 1943-1968.

## Życiorys

### Młodość
Pochodziła ze stolicy Australii Zachodniej, wywodziła się z katolickiej rodziny o irlandzkich korzeniach. Przed rozpoczęciem kariery politycznej pracowała jako nauczycielka. W 1936 i 1939 bez powodzenia kandydowała do Parlamentu Australii Zachodniej. W 1940 wystartowała w wyborach do Senatu federalnego, również nie uzyskując mandatu.

### Pierwsza kobieta-senator
W 1943 podjęła kolejną próbę i została pierwszą kobietą-senatorem w dziejach Australii. Jej sukces był tym większy, że była osobą jeszcze stosunkowo młodą, miała bowiem wówczas 36 lat, a na dodatek niezamężną, co jeszcze bardziej oddalało ją od ówczesnego wzorca polityka. W tych samych wyborach pierwsza kobieta, Enid Lyons, dostała się również do Izby Reprezentantów. W latach 1946–1961 Tangney czterokrotnie była liderką listy ALP w wielomandatowym okręgu wyborczym do Senatu obejmującym cały stan Australia Zachodnia. W wyborach w 1968 roku znalazła się na trzecim miejscu na liście i nie zdołała wywalczyć dla siebie szóstej kadencji w Senacie.

### Śmierć i upamiętnienie
Po przejściu na polityczną emeryturę Tangney żyła jeszcze 17 lat. Zmarła pierwszego dnia czerwca 1985 roku, w wieku 74 lat. Od 1974 jest patronką okręgu wyborczego Tangney, obejmującego część południowego Perth.

## Odznaczenia
Wkrótce po opuszczeniu parlamentu, w 1968, została uhonorowana Orderem Imperium Brytyjskiego klasy Dama Komandor, co pozwoliło jej dopisywać przed nazwiskiem tytuł Dame.